# یوهانس فریچ
یوهانس فریچ (آلمانی: Johannes Fritsch؛ ۲۷ ژوئیه ۱۹۴۱ – ۲۹ آوریل ۲۰۱۰) آهنگساز و مدرس موسیقی اهل آلمان بود.
او دانش‌آموختهٔ دانشگاه کلن و از شاگردان برند آلویس تسیمرمان و گاتفریت میشائل کونیش بود.